# Progress Energy
Progress Energy Inc. mit Sitz in Raleigh, North Carolina, ist eine Tochtergesellschaft von Duke Energy und war vor der Fusion mit Duke im Aktienindex S&P 500 gelistet.
Progress Energy ist der Haupteigentümer und Betreiber der Kernkraftwerke Brunswick, Crystal River 3, H. B. Robinson und Shearon Harris.

## Geschichte
Das Unternehmen entstand 2000 durch die Fusion der Unternehmen „Carolina Power & Light“ und „Florida Progress Corporation“. Progress Energy liefert Strom und Erdgas als Energieunternehmen vorwiegend an Kunden im Südosten der Vereinigten Staaten.
Im Juli 2012 fusionierte das Unternehmen mit Duke Energy.